# 小行星4871
小行星4871（4871 Riverside）是一颗围绕太阳公转的小行星。1989年11月24日，小石川正弘在仙台市发现了此天体。
該小行星以美國加利福尼亞州河濱市命名。
这颗小行星的绝对星等为142.22507等。